# Molophilus ohakunensis
Molophilus ohakunensis là một loài ruồi trong họ Limoniidae. Chúng phân bố ở miền Australasia.